# Cranio-Sacral-Therapie
Die Cranio-Sacral-Therapie (vom Lateinischen cranium: Schädel; sacral: das Kreuzbein (os sacrum) betreffend: „Schädel-Kreuzbein-Therapie“, auch Kraniosakraltherapie) ist eine alternativmedizinische Behandlungsform, die sich aus der Osteopathie entwickelt hat. Es ist ein manuelles Verfahren, bei dem Handgriffe vorwiegend im Bereich des Schädels, des Nackens, des Zungenbeins, des Thorax, der Wirbelsäule, des Kreuzbeins, des Zwerchfells, des Beckens und der Füße ausgeführt werden. Es gibt nur wenige Studien zur Cranio-Sacral-Therapie. Wissenschaftlich ist keine Wirksamkeit belegt. Die Cranio-Sacral-Therapie ist auch innerhalb der Osteopathie stark umstritten.

## Entstehung
Die cranio-sacrale Therapie ist aus der kraniosakralen Osteopathie entstanden, die als „Osteopathy in the Cranial Field“ vom US-amerikanischen osteopathischen Arzt William Garner Sutherland begründet wurde und als kraniosakrale Osteopathie fester Bestandteil der Osteopathie wurde.
Die heutige Ausprägung erhielt die Cranio-Sacrale Therapie im Wesentlichen durch den Osteopathen John E. Upledger mit dem Buch Craniosacral Therapy im Jahr 1983, die deutsche Übersetzung hat den Titel Lehrbuch der Craniosacralen Therapie I. Upledger behauptet in diesem Buch, dass er während einer Operation eine rhythmische Bewegung der Duralmembran (Dura mater) mit einer Frequenz von ungefähr achtmal in der Minute beobachtet habe.

## Konzept
Die Cranio-Sacral-Therapie beruht unter anderem auf der Annahme, dass sich die rhythmischen Pulsationen der Gehirn-Rückenmarksflüssigkeit (Liquor cerebrospinalis), der sog. „Primäre Atemmechanismus“ PAM (oder auch Primärer respiratorischer Mechanismus – PRM), auf die äußeren Gewebe und Knochen übertragen und somit per Palpation ertasten lassen würden. Die Einzelknochen der Schädelkalotte werden im Gegensatz zur wissenschaftlichen Lehrmeinung (Anatomie) auch bei Erwachsenen als gegeneinander beweglich angesehen.
Bei einer typischen Cranio-Sacral-Therapiesitzung liegen die Klienten in der Regel bekleidet in Rückenlage auf einer Behandlungsliege. Sie dauert im Schnitt etwa eine Stunde. Der Therapeut arbeitet mit seinen Handflächen oder Fingern vorwiegend mit minimalen Zug- oder Druckkräften. Dabei wird entweder in die als physiologisch sinnvoll empfundene Richtung vorgegangen, oder der erfühlten Gewebespannung nachgegangen, um sie zu reduzieren. Ein wesentlicher Aspekt liegt dabei auf dem Ertasten und Verändern des kraniosakralen Rhythmus.

## Kritik
Wissenschaftliche Studien zeigen, dass die Bewegungen und Drücke des zerebrospinalen Liquors dynamisch auf die Druckverhältnisse im Körper reagieren. Dadurch kommt es zu charakteristischen puls- und atemsynchronen Änderungen sowie zu Schwankungen beim Husten oder beim Valsalva-Manöver.
Die Existenz einer im ganzen Körper wirksamen Liquorwelle sowie die Wirksamkeit der Cranio-Sacral-Therapie konnten nicht belegt werden. Studien über die Wirksamkeit (siehe medizinische Wirksamkeit) oder Wirkweise der Cranio-Sacral-Therapie wurden in internationalen medizinischen Fachblättern aufgrund methodischer Mängel bisher als ungenügend bewertet.
Ein Review aus dem Jahre 2012 zeigt, dass es zwar einzelne hochwertige Studien gibt, die über eine schmerzlindernde und wohlbefindenssteigernde Wirkung berichten, dass die Studienlage insgesamt aber keine verlässliche Aussage zur klinischen Wirksamkeit der Cranio-Sacral-Therapie erlaubt. Auch Edzard Ernst konnte bei einem systematischen Review keine Belege für eine über unspezifische Effekte hinausgehende Wirkung finden. Ein Review von 2016 kam bei der vorhandenen Datenlage zum Ergebnis, dass diese Therapieform weder für die Diagnose noch für die Behandlung von Patienten relevant sei.
In den bisherigen Untersuchungen gab es keine signifikante Übereinstimmung über einen festgestellten Rhythmus zwischen zwei Therapeuten, die gleichzeitig dieselbe Person berührten. Zudem ist die durch bildgebende Verfahren im Mikrobereich festgestellte Bewegung der Schädelnähte so gering, dass sie das Diskriminationsvermögen der feinen Tastsensoren einer menschlichen Hand deutlich unterschreitet.